# Синий фонарь (сборник)
«Синий фонарь» — первый сборник рассказов Виктора Пелевина, опубликованный в 1991 году. Назван по вошедшему в сборник рассказу «Синий фонарь». В сборник вошло большинство вышедших ранее произведений Пелевина, а также несколько неопубликованных. В 1993 году за сборник рассказов «Синий фонарь» Виктор Пелевин был удостоен литературной премии «Малый Букер».

## Общие темы
Литературовед Т. В. Щучкина отмечает, что для рассказов сборника «Синий фонарь» характерна общая субъективная мистическо-философская направленность. В большинстве произведений сборника фигурирует образ синего фонаря, символизирующий грань между наши миром и потусторонним. Мистика рассказов сборника во многом основывается на принципах буддизма. В частности, что наша жизнь есть страдание, уйти от которого можно перейдя в мир высший. Темой большинства рассказов является осознание смерти в качестве перерождения и начала новой жизни.
По мнению писателя Евгения Некрасова, в рассказах сборника «Синий фонарь» Пелевин использует фантастику в качестве литературного приёма, а не в качестве жанра. По его мнению, автор стремился «изогнуть зеркало так, чтобы человек увидел искажённые, но свои черты, не привлекавшие прежде внимания оттого, что были привычны». Критики также отмечали, что мотив произведений сборника преимущественно статичен; герои в основном заняты не действием, а осмыслением.

## Содержание
Часть 1: Принц Госплана
- Жизнь и приключения сарая Номер XII
- Затворник и Шестипалый
- Проблема верволка в средней полосе
- Принц Госплана

Часть 2: Спи
- Спи
- Вести из Непала
- Девятый сон Веры Павловны
- Синий фонарь
- СССР Тайшоу Чжуань
- Мардонги

Часть третья: День бульдозериста
- День бульдозериста
- Онтология детства
- Встроенный напоминатель
- Миттельшпиль

Часть четвертая: Ухряб
- Ухряб

Часть пятая: Память огненных лет
- Музыка со столба
- Луноход (отрывок из повести «Омон Ра»)
- Откровение Крегера (Комплект документов)
- Оружие возмездия
- Реконструктор
- Хрустальный мир

## Отзывы
Дебютный пелевинский сборник пришелся по душе российской публике, насмерть измученной диалектическим материализмом. Намёки на дхьяну и сатори ласкали ухо, оглохшее от лозунгов. Суконный язык, стилевые огрехи и картонные персонажи на этом фоне выглядели милыми и вполне простительными. А похабные каламбуры и вовсе повергали в сладкий восторг. Впервые с образованщиной заговорили на её языке — полуматерном, полуэзотерическом. Образованщина млела: ом Пелевин падме ху… хум, конечно.
Так родился Великий Писатель Земли Русской.
— Александр Кузьменков, «Пелевин. Сумерки. Затмение», 2013